# Gonospira nevilli
Gonospira nevilli fue una especie de molusco gasterópodo de la familia Streptaxidae en el orden Stylommatophora.

## Distribución geográfica
Fue endémica de Mauricio.